# Pareulype onoi
Pareulype onoi là một loài bướm đêm trong họ Geometridae.